# Servaisstraße
Die Servaisstraße ist eine Innerortsstraße in Trier-Ehrang in Rheinland-Pfalz.
Sie hieß vorher Pfalzeler Straße und wurde 1969 nach Paul Servais (* 1848 auf Schloss Weilerbach bei Bollendorf, † 1908 in Ehrang) benannt, der 1878 die Ehranger Tonplattenfabrik gründete.
Die Servaisstraße verläuft zunächst parallel zur Eifelstrecke (Bahnlinie Trier–Gerolstein) von der Ehranger Straße in südlicher Richtung zur 1949 errichteten und 2013 erneuerten Pfeiffersbrücke, die die Moselstrecke (Bahnlinie Trier–Koblenz) überquert. Sie unterquert anschließend die Bundesautobahn 64a. Ein Zweig verläuft dann in östlicher Richtung zur Bundesstraße 53, ein anderer in südlicher Richtung in eine Wohnstraße. Die Anschlussstraßen im Süden heißen Unter dem Dostler und Auf dem Adler.
Ein Autohaus mit Tankstelle, das Brand- und Katastrophenschutzzentrum Trier-Ehrang
und der Ortsverband Trier des Technischen Hilfswerkes (THW) sind in der Servaisstraße ansässig. Im südlichen Bereich schließt sich westlich das Bahnhofsgelände Ehrang an.

## Bildergalerie

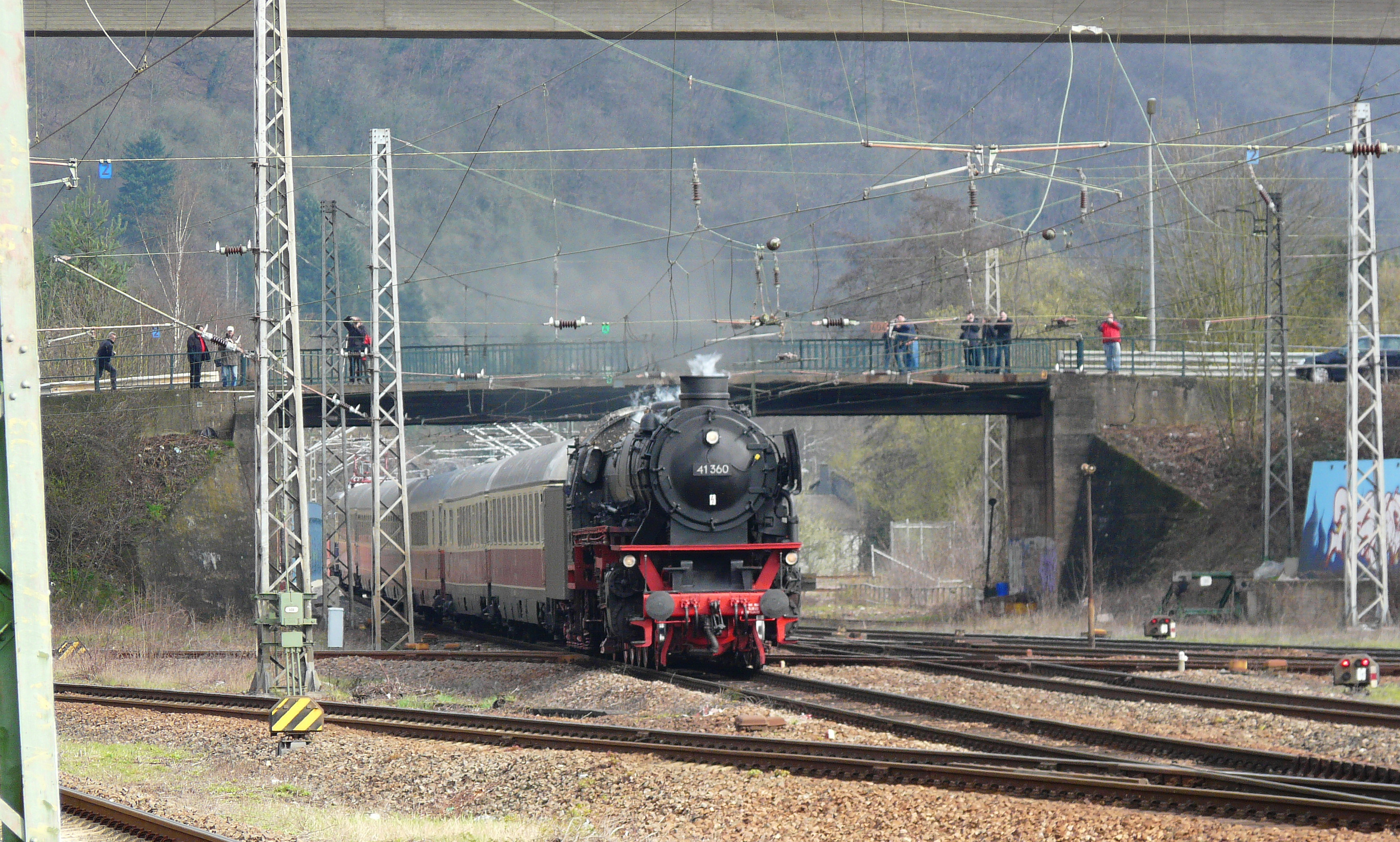
Dampflok 41 360 mit dem TEE Rheingold unter der Pfeiffersbrücke (2010)
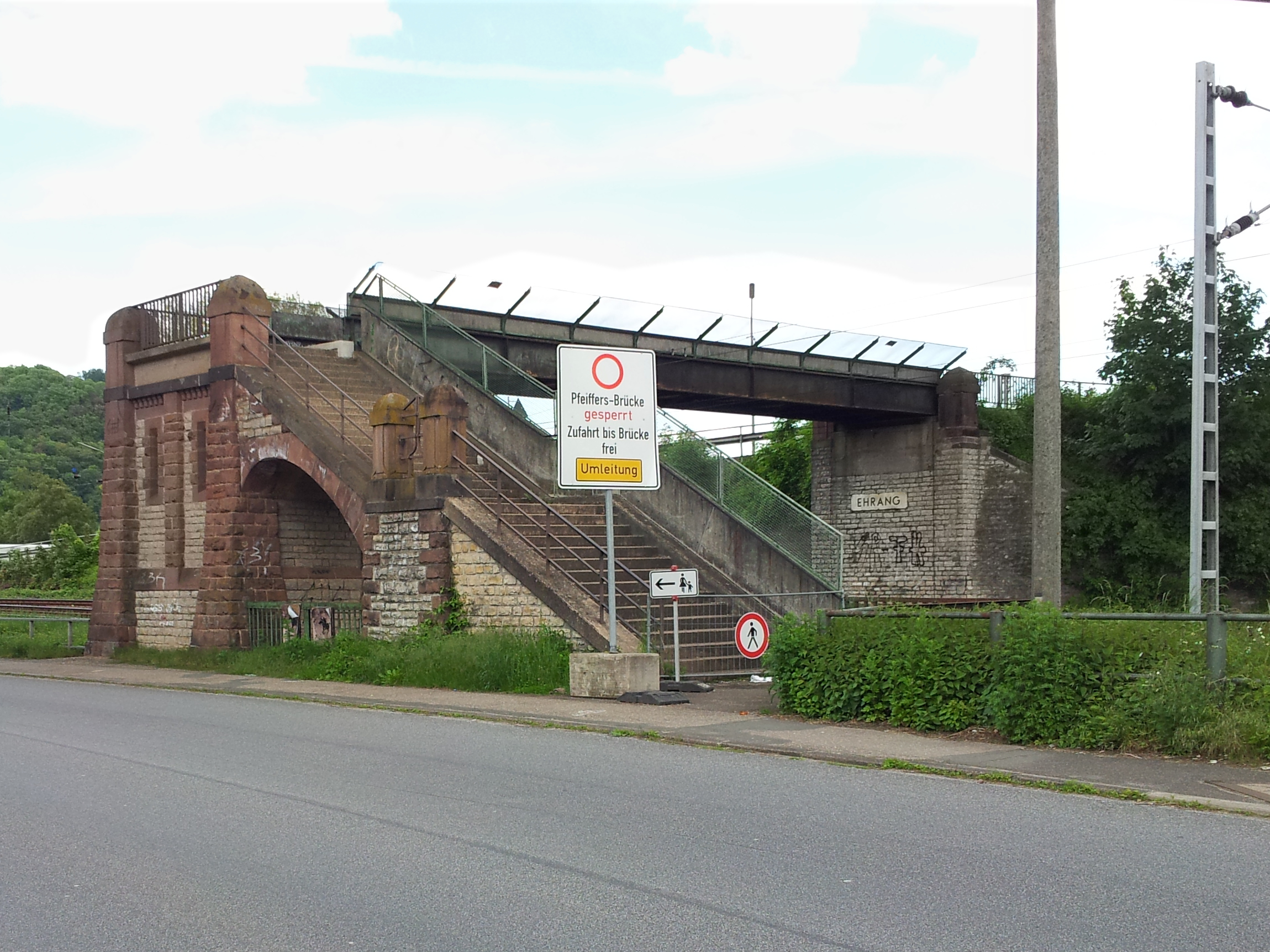
Fußgängerüberführung zur Pfeiffersbrücke (2013)
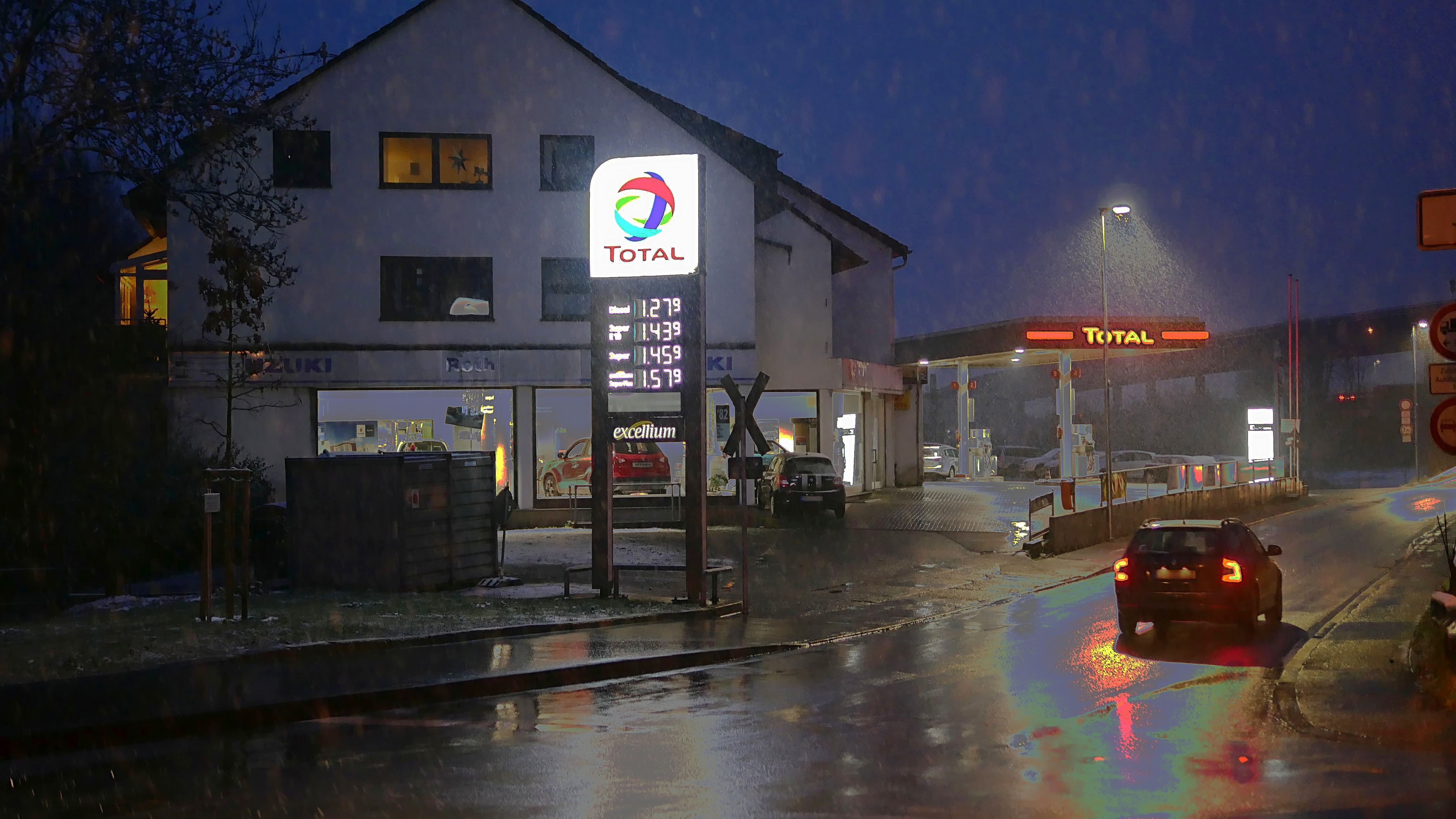
Nördliche Einfahrt in die Servaisstraße (2018)
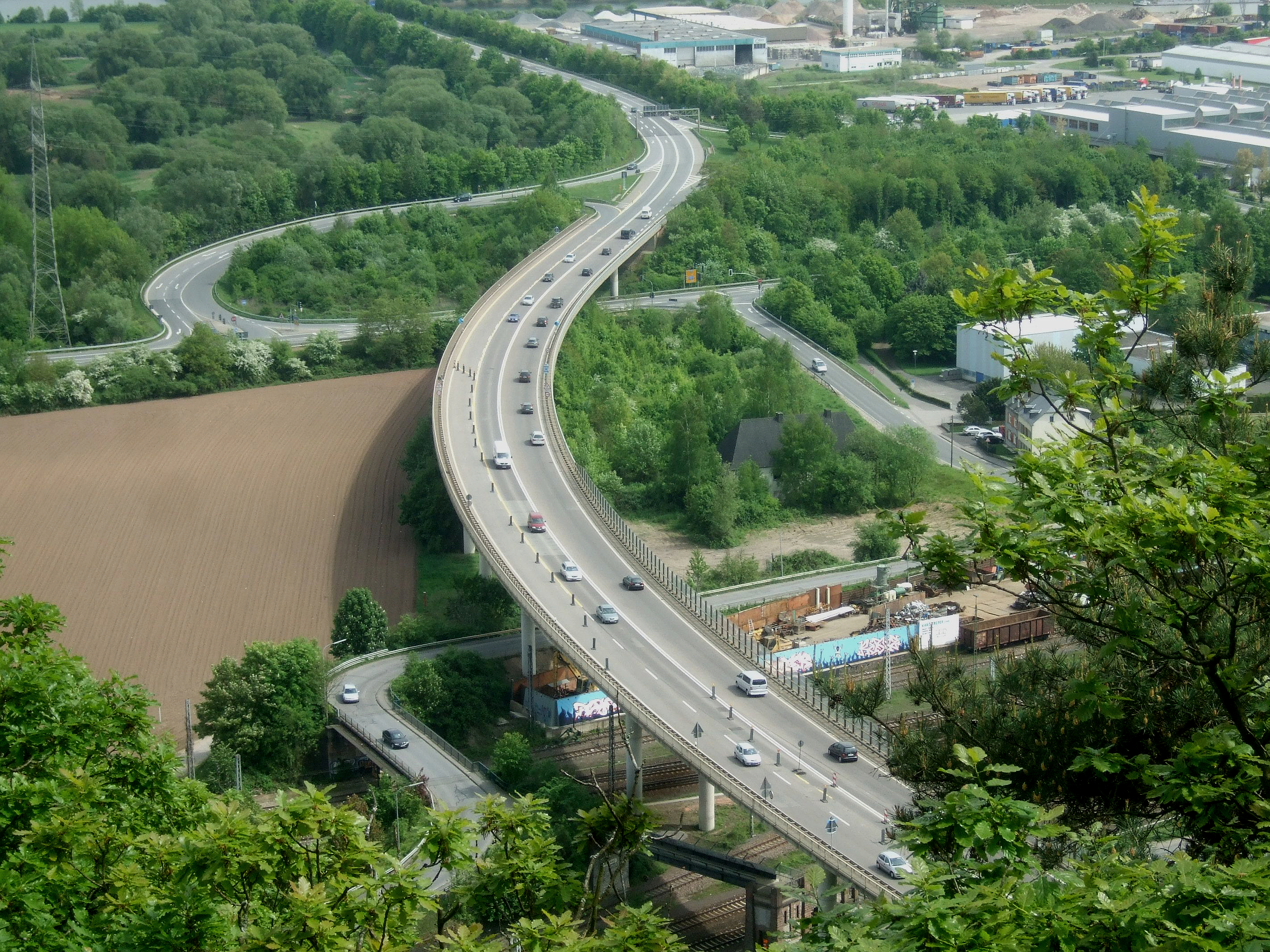
BAB 64a, links die Pfeiffersbrücke, Mitte rechts führt die Servaisstraße zur B 53